# Andreas N. Stratos
Andreas N. Stratos (en griego: Ανδρέας Ν. Στράτος; 1905 – 30 de agosto de 1981) fue un distinguido abogado griego, político e historiador. Era hijo del político y primer ministro de Grecia Nikolaos Stratos, votado miembro del Parlamento Helénico desde 1932 a 1961 por cinco periodos seguidos como ministro de Trabajo (1946, 1954–55), ministro del Norte de Grecia (1952–54) y como ministro de Salud (Grecia) (1958–61, 1961–62). Durante ese mismo tiempo, se interesó mucho en el Imperio Bizantino, al retirarse de la política se dedicó a escribir un ejemplar de seis volúmenes: Bizantina en siglo VII (Το Βυζάντιον στον Ζ' αιώνα, 1965–77), el cual fue primer estudio formal sobre el estado Bizantino durante este periodo de suma importancia en la historia.

## Vida
Andreas Stratos nació en Atenas en 1905, hijo de Nikolaos Stratos y Maria Koromila. En noviembre de 1922, su padre fue juzgado y ejecutado por el Gobierno Militar como uno de los principales responsables por la derrota contra Turquía en la llamada batalla "Desastre de Asia Menor". En la problemática política griega de esos tiempos, Andreas, de 17 años, huyó con su madre y hermana, Dora Stratou, a Alemania. La familia se encontraba en una situación financiera complicada, con todo y que contaba con el apoyo de su abuela y Nikolaos Kalogeropoulos. Esto obligó a su madre a buscar empleo como cantante soprano y como diseñadora de moda para altas familias griegas. Andreas logró estudiar ciencias políticas en la universidad de Jena, Berlín, y París, donde también estudió música en un conservatorio.
En 1927, su familia regresó a Grecia donde Andreas recibió su diplomado en derecho de la Universidad de Atenas. Al terminar su servicio militar, fue abogado, y aseguró una posición en el Banco Nacional de Grecia. La popularidad de su padre en su ciudad natal de Aetolia-Acarnania le permitió presentarse ante el Parlamento Helénico y ganar el puesto por Aetolia-Acarnania en la Elección Griega Legislativa por parte del Partido Popular, hazaña que repitió por 10 años hasta 1961.
Al inicio de la Guerra Greco-Italiana en octubre de 1940, se enlistó como voluntario. Fue reelecto por el Partido Popular en la primera elección posguerra en 1946, y se convirtió en el Ministro de trabajo para el gabinete interino Panagiotis Poulitsas y los gabinetes de Panagis Tsaldaris (13 abril – 21 de noviembre de 1946). Entre sus iniciativas durante su periodo se fundó el fondo para desempleados, incrementó salarios para turnos laborales nocturnos, vacaciones y domingos, y estableció campamentos para hijos de trabajadores de bajo ingreso.
En 1947, Stratos y otros 18 PMs se separaron del Partido Popular. En las elecciones legislativas Griegas, en 1950, solamente Stratos fue reelegido en el parlamento. En 1951 se unió a la Unión Helénica del mariscal Alexandros Papagos, una vez reelecto para 1951 y 1952. Stratos fue nombrado ministro del Norte de Grecia en el gabinete de Papagos hasta el 15 de diciembre de 1954, al ser puesto como ministro de Trabajo una segunda vez, hasta su renuncia del gabinete de Papagos el 6 de octubre de 1955 después de la muerte del mariscal.
A pesar de haber sufrido un paro cardíaco por el cual requirió asistencia médica en París, Stratos fue de nuevo reelegido en ausencia como miembro del parlamento para Aetolia-Acarnania en las elecciones legislativas Griegas en febrero de 1956, con el apoyo de la Unión Nacional Radical. Después sirvió como director de la delegación griega para la 12.ª sesión de la Asamblea General de las Naciones Unidas. Reelegido en  1958|1958, se convirtió en el Ministerio de Ayuda Social durante el tercer gabinete de Konstantinos Karamanlis' (17 de mayo de 1958 – 20 de septiembre de 1961), y después de las Elecciones griegas legislativas desde el 4 de noviembre de 1961 hasta su renuncia el 20 de diciembre de 1962.
Después de su renuncia, Stratos se retiró de la política y se dedicó a su pasión, el estudio del Imperio Bizantino. Aunque no era una maestro en esta área, sí era una entusiasta muy dedicado y participó en varias conferencias internacionales sobre dicho Imperio. Posteriormente, publicó mucho artículos en diarios científicos internacionales. Para 1950 ya se había enfocado en un tiempo en particular, el sigo VII, un momento de suma importancia pero olvidado hasta ese momento de la historia bizantina. Los frutos de su investigación fue el escrito de seis volúmenes Byzantium in the 7th Century(Το Βυζάντιον στον Ζ' αιώνα, Estia 1965–77), posteriormente traducido al inglés y francés, obra por la cual recibió el premio de Academia de Atenas en 1970.
Andreas Stratos murió el 30 de agosto de 1981. Dos volúmenes de artículos fueron publicados en su honor en 1986 por sus colegas bizantinistas.